# Neoneurini
Neoneurini (лат.) — триба перепончатокрылых из подсемейства Euphorinae семейства браконид. До 2015 года была в ранге подсемейства Neoneurinae.

## Описание
Дорсальный вертлуг задней ноги не выражен, слит или почти слит с бедром. Радиальная ячейка переднего крыла на вершине обычно с дополнительной ячейкой.

## Экология
Вероятно, эндопаразиты взрослых муравьёв.
Современные представители трибы Neoneurini в основном известны как паразитоиды рабочих муравьев рода Formica, реже Camponotus, Cataglyphis, Lasius и Polyergus (все из подсемейства Formicinae), тогда как для ископаемых представителей рода †Elasmosomites теперь известны хозяева, принадлежащие к родам Ctenobethylus и Lasius (подсемейства Dolichoderinae и Formicinae, соответственно).

## Классификация
В трибу включают следующие роды:
- Elasmosoma
- Euneoneurus
- Kollasmosoma
- Neoneurus
- Parelasmosoma
- Sinoneoneurus
- † Elasmosomites
  - † Elasmosomites arkadyleleji